# Thyas tobiquensis
Thyas tobiquensis är en kvalsterart som beskrevs av Herbert Habeeb 1954. Thyas tobiquensis ingår i släktet Thyas och familjen Thyasidae. Inga underarter finns listade i Catalogue of Life.